# هرتسگ نووی
شهر هرتسگ نووی (به روسی: Херцег Нови) در کشور مونته‌نگرو واقع شده‌است. جمعیت این شهر ۱۳٫۲۶۰ نفر  است. در تاریخ ۱۳۸۲ به عنوان شهر شناخته شد.

## نگارخانه

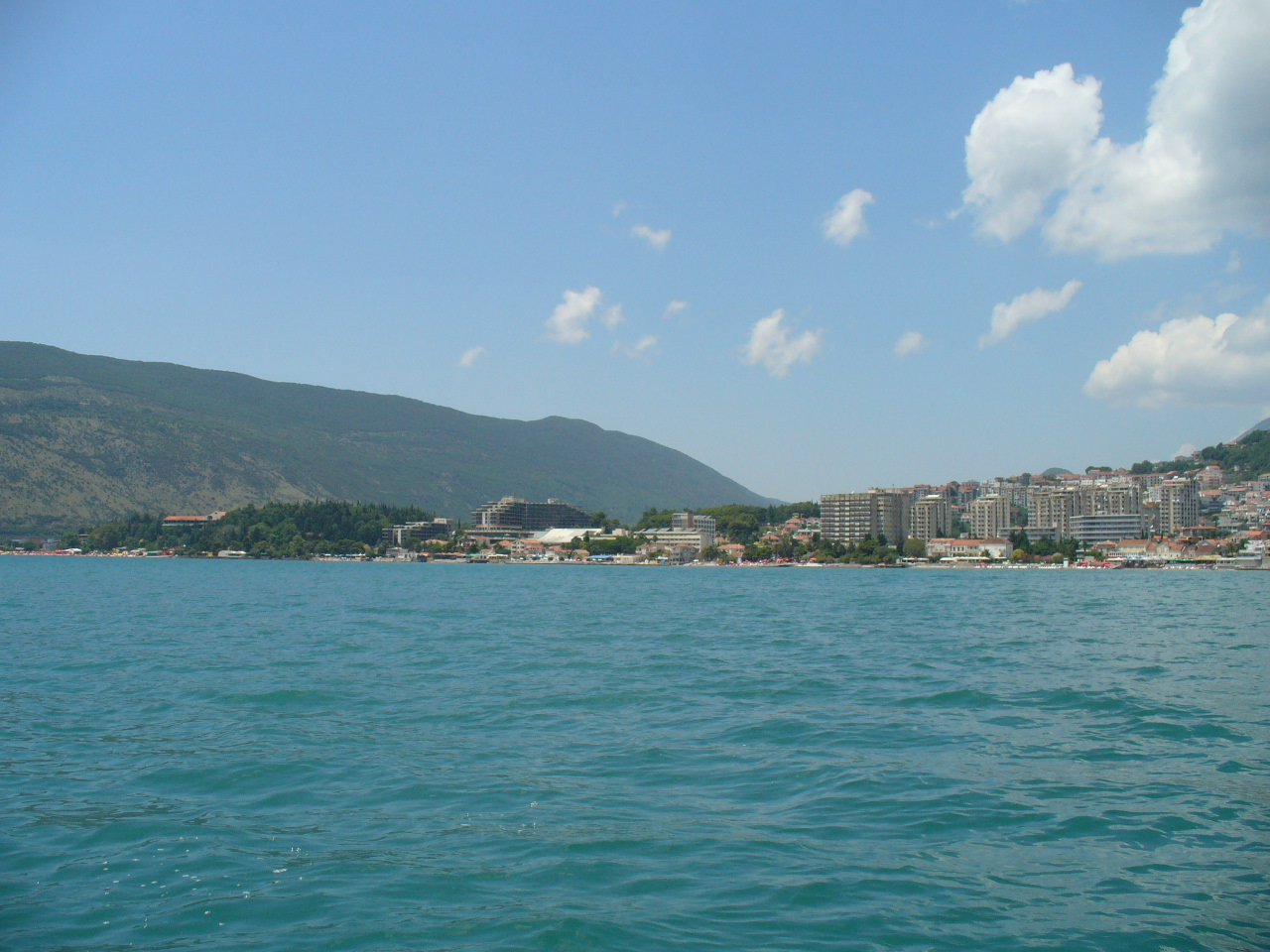